# XLS
Pour les articles homonymes, voir XLS (homonymie).
 (novembre 2016).
.xls est une extension de nom de fichier pour tableur au format de Microsoft Excel.
Les fichiers ayant ce format peuvent également être ouverts avec certains autres logiciels tableurs comme OpenOffice.org Calc ou LibreOffice Calc.